# Алиев, Кара Эсенович
Кара Эсенович Алиев — советский хозяйственный, государственный и политический деятель.

## Биография
Родился в 1907 году в ауле Корджоу. Член ВКП(б) с 1939 года.
Окончил Московский институт механизации и электрификации сельского хозяйства.
С 1934 года — на хозяйственной, общественной и политической работе. В 1934—1973 гг. — инженер-механик, главный инженер Ашхабадской машинно-тракторной станции, народный комиссар автомобильного транспорта Туркменской ССР, министр иностранных дел Туркменской ССР, заместитель председателя СМ Туркменской ССР, секретарь ЦК КП(б) Туркменистана, министр хлопководства Туркменской ССР, министр сельского хозяйства Туркменской ССР, старший научный сотрудник Туркменского научно-исследовательского института земледелия.
Избирался депутатом Совета Национальностей Верховного Совета СССР 4-го и 5-го созывов от Туркменской ССР.
Умер в 1973 году в Ашхабаде.

## Награды
- Орден Ленина (1950, 1957)